# برج الكشاف

برج الكشاف، أو البرج الكبير، سمي أيضا في القرن التاسع عشر باسم «ساحة المدافع»، هو برج من أبراج بيروت العتيقة، يتموقع هذا البرج في المنطقة المشهورة في العاصمة اللبنانية، التي يطلق عليها اسم البرج أو ساحة البرج ضمن ساحة الشهداء. يعتبر تاريخيا أنه كان واحدا من أكبر أبراج وقلاع بيروت، بل يعتقد أنه كان أكبرها، يعود بناؤه إلى عهد الملك الظاهر برقوق في القرن الرابع عشر.

## أصل التسمية
أطلق عليه اسم «الكشاف»، لأنه كان موقع الكشف عن تحرّكات المراكب القادمة من البحر. 

## لمحة موجزة
كان هذا البرج قريباً من سراي الأمير فخر الدين المعني. يعود بناؤه إلى عهد الملك الظاهر برقوق في القرن 14م. 
وحسب الروايات التاريخية يستنتج منها على أن البرج أقيم على أنقاض إحدى قلاع بيروت المخربة في موقع استراتيجي..

## الحاجة إلى ترميم وحفظ الآثار البيروتية
في الوقت المعاصر يحتاج برج الكشاف الذي سمي في القرن التاسع عشر باسم «ساحة المدافع»، إلى إعادة الترميم والحفظ والمداومة في الصيانة والحماية، على غرار مخططات إعادة ترميم مدينة بيروت، بسبب ما يدب في كثير من الآثار النفيسة من الخراب، ومعلوم أن ما بقي في بيروت من آثار هو أقل بكثير مما كانت تزخر به هذه المدينة اللبنانية أحد منارات الشام والمتوسط.
ويذكر أن هذا البرج قد اندثر وتآكل في عهد إبراهيم باشا المصري في منتصف القرن التاسع عشر.
وقد أقيم مكانه أو قربه سراي الحكومة الصغرى القديمة. وقد بنيت هذه السراي بين 1883 – 1884 بإشراف المهندس بشارة أفندي الدب مهندس ولاية بيروت، وذلك بعد هدم سراي الأمير فخر الدين عام 1882، بينما تهدمت السراي الصغرى في خمسينات القرن العشرين.